# L'État sauvage (film, 1978)
Pour le film de 2019, voir L'État sauvage (film, 2019).
Pour plus de détails, voir Fiche technique et Distribution.
L'État sauvage est un film français réalisé par Francis Girod, sorti en 1978, d'après le roman de Georges Conchon (Prix Goncourt 1964).

## Synopsis
En 1960, ministre de la santé d'un État africain post colonial, le médecin Patrice Doumbé lutte également contre les compromissions de son propre gouvernement. Arrive Avit Laurençon, fonctionnaire international en mission et époux en titre de Laurence, une Française dont la liaison avec Doumbé fait jaser la colonie, sous les yeux de son ex-amant, le trafiquant Gravenoire, et d'Orlaville, le commissaire de police local.

## Fiche technique
Sauf indication contraire, les informations mentionnées dans cette section peuvent être confirmées par la base de données cinématographiques Unifrance,  présente dans la section « Liens externes ».
- Titre original : L'État sauvage[1]
- Titre allemand : Lautlose Angst
- Réalisation : Francis Girod
- Scénario : Francis Girod et Georges Conchon d'après son roman éponyme
- Musique : Pierre Jansen
- Photographie : Pierre Lhomme
- Costumes : Jacques Fonteray
- Montage : Geneviève Winding
- Son: William-Robert Sivel
- Production : Francis Girod et Michel Piccoli
- Sociétés de production : Films 66, Gaumont, Stella Film
- Pays de production :  France -  Allemagne de l'Ouest
- Langue de tournage : français
- Format : couleur (Eastmancolor) - 1,66:1 - Son mono - 35 mm
- Genre : drame politique, critique sociale[1]
- Durée : 115 minutes (1h55)
- Date de sortie :
  - France : 19 avril 1978[1]
  - Allemagne de l'Ouest : 30 mars 1979

## Distribution
- Michel Piccoli : Orlaville
- Marie-Christine Barrault : Laurence
- Claude Brasseur : Gravenoire
- Jacques Dutronc : Avit Laurençon
- Doura Mané : Patrice Doumbe
- Rüdiger Vogler : Tristan
- Sidiki Bakaba : Cornac
- Philippe Brizard : Paul
- Jacques Sereys : Premier ministre
- Hassane Fall : ministre de la jeunesse
- Umbañ U Kset : Casimir Kotoko

## Production
Le tournage s'est déroulé du 4 novembre 1977 au 10 janvier 1978 en Guyane, notamment à Saint-Laurent-du-Maroni.